# Tala Abujbara
Tala Abujbara (arabiska: تالا أبو جبارة), född 22 juli 1992, är en qatarisk roddare.
Abujbara började med rodd då hon studerade vid Williams College i Williamstown, Massachusetts i USA.
Vid olympiska sommarspelen 2020 i Tokyo slutade Abujbara på första plats i E-finalen i singelsculler, vilket var totalt 25:e plats i tävlingen.
Tala Abujbara är också utexaminerad från HEC Paris.